# Clinopodium carolinianum
Clinopodium carolinianum är en kransblommig växtart som beskrevs av Philip Miller. Clinopodium carolinianum ingår i släktet bergmyntor, och familjen kransblommiga växter. Inga underarter finns listade i Catalogue of Life.